# Castillo de Guachalá
El Castillo de Guachalá es una edificación de tipo castillo ubicada en el sector de Cuniburo de San Luis de Guachalá, en el cantón Cayambe, Ecuador, cerca de la línea llamada ecuatorial. Su propietario es el lojano Víctor Burneo, quien inició la construcción del complejo con fines turísticos, en la actualidad el complejo se encuentra a la venta.

## Historia
En 1924, la extensa Hacienda Guachalá, una de las más antiguas e importantes de la historia colonial de Ecuador, fue heredada de su madre por el político quiteño Neptalí Bonifaz y Ascázubi, que en 1947 dividió la propiedad entre sus cuatro hijos. Una pequeña parte de las tierras que le correspondieron a Emilio Bonifaz Jijón, un conocido escritor y político, fue posteriormente vendida al lojano Víctor Burneo, quien decidió construir una edificación de estilo ecléctico que evocase a las residencias de la realeza europea, dejando al Castillo principal justamente sobre el Ecuador terrestre.

## Arquitectura
Los materiales con los que los diferentes cuerpos independientes están levantados son hierro, cemento, piedra y madera para los acabados. Los pabellones tienen una mezcla de siete estilos arquitectónicos diferentes, entre los que destacan el neogótico, neorrenacentista y rococó con mezcla de elementos locales, mismos que se pueden apreciar sobre todo en las esculturas hechas totalmente en el país, y que representan imágenes como la Virgen del Quinche.
En sus cerca de 20000m² de construcción alberga cincuenta habitaciones, sesenta baños, docenas de salones y vestíbulos, una iglesia y cincuenta parqueaderos. Posee además una piscina de estilo neoclásico y varias fuentes de agua. El interior guarda exquisitas esculturas de piedra y mármol, pasamanos y zócalos en madera tallada, estucos de yeso en los techos y pisos de cerámica en algunas secciones; todo confeccionado por hábiles artesanos de Cayambe y San Antonio de Ibarra.
El parque del Castillo tiene una extensión de veinte hectáreas, y está conformado en su mayor parte por bosques de cipreses y eucaliptos, aunque también existen espacios ajardinados en los que se puede encontrar docenas de esculturas de hierro sobre la mitología griega y romana, famosos monarcas del mundo, así como escenas de la vida social ecuatoriana. Uno de los tantos artesanos que trabajaron en la ornamentación en hierro fue el cayambeño Guillermo Cevallos, del taller Andes, quien se encargó de gran parte de los pasamanos que se aprecian en los jardines del castillo.